# Conte Jellicoe
Il titolo di Conte Jellicoe è un titolo della Parìa del Regno Unito.

## Storia

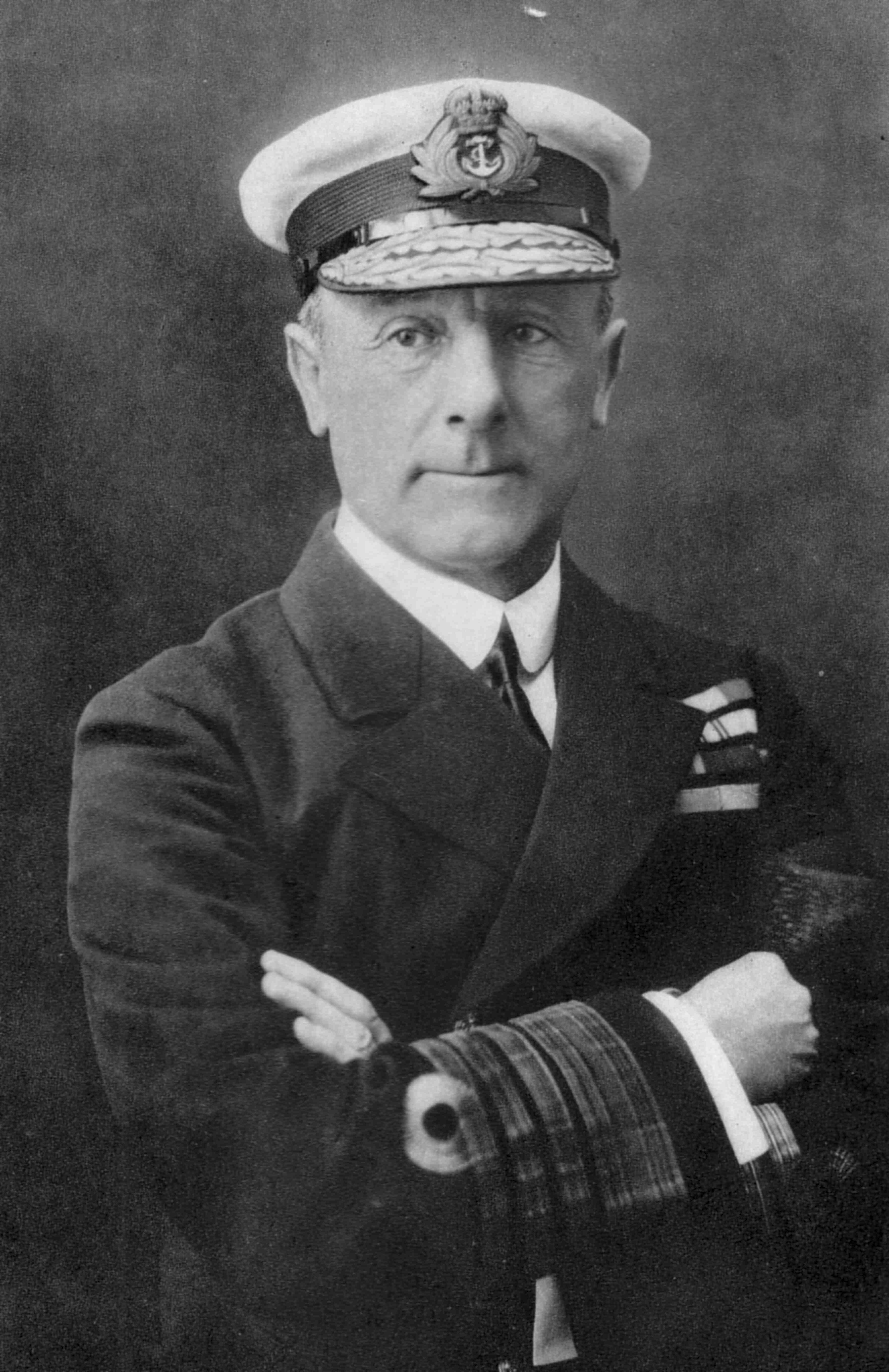
L'ammiraglio John Rushworth Jellicoe, I conte Jellicoe, nelle vesti di Primo Lord del Mare.

Il titolo venne creato, assieme al titolo sussidiario di Visconte Jellicoe, di Southampton nella contea di Southampton, il 29 giugno 1925 per l'Ammiraglio John Jellicoe, I Visconte Jellicoe, al suo ritorno dall'incarico di Governatore Generale della Nuova Zelanda. Egli era già stato creato Visconte Jellicoe, di Scapa nella contea di Orkney, il 15 gennaio 1918.
Altro titolo che venne unito a quello di Conte Jellicoe fu quello di Visconte Brocas, utilizzato come titolo di cortesia per il primogenito del conte in carica. Brocas venne scelto in quanto la bisnonna dell'ammiraglio Jellicoe, Jane Elizabeth, figlia di Sir James Whalley-Smythe-Gardiner, II baronetto, di Roche Court, Fareham, discendeva a sua volta da Bernard Brocas di Beaurepaire, Sherborne St John, Hampshire. Questa famiglia aveva origini guascone ed aveva ricoperto rilevanti incarichi di corte tra XIII e XVIII secolo.
L'ammiraglio Jellicoe, dopo la sua morte, venne succeduto da suo figlio George Patrick John Rushworth Jellicoe, il quale fu soldato, diplomatico e politico britannico di rilievo. Nel 1999 questi ricevette il titolo di Barone Jellicoe di Southampton, di Southampton, nella contea di Hampshire.

## Conte Jellicoe (1925)
- John Rushworth Jellicoe, I conte Jellicoe (1859 –1935).[6]
- George Patrick John Rushworth Jellicoe, II conte Jellicoe (1918 –2007).[4]
- Patrick John Bernard Jellicoe, III conte Jellicoe (n. 1950).[4]